# 1966年亞洲運動會跳水比賽
1966年亞洲運動會跳水比賽於12月13日–12月16日 在泰國曼谷維蘇他莫游泳池舉行，此次比賽設兩個小項（3公尺跳板、10公尺跳台）。

## 各項成績

### 男子
| 項目                | 金牌                   | 银牌                   | 铜牌                              |
| 3公尺跳板 （詳細）  | 山脇安夫 · 日本（JPN） | 井上孝史 · 日本（JPN） | Billy Gumulya · 印度尼西亚（INA） |
| 10公尺跳台 （詳細） | 有光洋右 · 日本（JPN） | 山脇安夫 · 日本（JPN） | Song Jae-woong · 韩国（KOR）      |

### 女子
| 項目                | 金牌                   | 银牌                     | 铜牌                           |
| 3公尺跳板 （詳細）  | 大崎惠子 · 日本（JPN） | 石黑宣布世 · 日本（JPN） | Connie Paredes · 菲律宾（PHI） |
| 10公尺跳台 （詳細） | 大崎惠子 · 日本（JPN） | 石黑宣布世 · 日本（JPN） | Kim Young-chae · 韩国（KOR）   |

## 獎牌榜
| 排名                     | 国家 / 地区              | 金牌 | 銀牌 | 銅牌 | 总计 |
| ------------------------ | ------------------------ | ---- | ---- | ---- | ---- |
| 1                        | 日本（JPN）              | 4    | 4    | 0    | 8    |
| 2                        | 韩国（KOR）              | 0    | 0    | 2    | 2    |
| 3                        | 印度尼西亚（INA）        | 0    | 0    | 1    | 1    |
| 3                        | 菲律宾（PHI）            | 0    | 0    | 1    | 1    |
| 总计（共4个国家 / 地区） | 总计（共4个国家 / 地区） | 4    | 4    | 4    | 12   |

## 外部鏈接
- Medals

Template:1966年亚洲运动会项目